# José Padrón
José Padrón Martín (Las Palmas de Gran Canaria, Islas Canarias, España, 5 de mayo de 1907 - París, Francia, 3 de diciembre de 1966), conocido como El Sueco, fue un futbolista internacional español que jugaba de extremo izquierdo. 

## Biografía
Entre abril y junio de 1925, el club canario Real Club Victoria realiza una gira a través de la Península ibérica y disputa algunos partidos en Cataluña contra la UE Sants, el CE Sabadell y el Iluro SC. El RCD Español se fija en su excelente técnica y decide ficharlo junto a Rafael Oramas. Padrón juega en el Español entre 1925 y 1930. Forma junto a Martín Ventolrá y Crisant Bosch una soberbia línea de ataque. Debuta con el Español ante el CE Júpiter (victoria 4 a 0) en un partido disputado el 21 de junio de 1925 en el Estadio de Sarrià. En cinco temporadas con el Español, gana un Campeonato de Cataluña y una Copa del rey en 1929.
En 1930 Padrón es fichado por el Sevilla FC y se queda en el club hispalense hasta 1933. En 1933,  ficha por el FC Barcelona. En 1934 es forzado a exiliarse debido a su militancia anarquista. Sigue jugando al fútbol en la liga francesa, primero en el Olympique d'Alès, y después en el AS Cannes, el FC Sochaux-Montbéliard con quien gana la liga en 1938, el Red Star, Charleville, Stade de Reims y también el ÉF Clermont-Auvergne. 
El 8 de diciembre de 2016 el diario Marca publicaba un artículo en su web con el titular; "El internacional español que liberó París", en el que mencionaban que José había formado parte de la Nueve, la compañía de la Francia Libre formada por una mayoría de soldados españoles y que fue la primera que entró en la París ocupada por los nazis la noche del 24 de agosto de 1944. Este artículo creó la falsa creencia de la participación de Padrón en el conflicto, siendo copiado por varios medios de comunicación mas desde aquel momento.
Esta historia sin embargo no es cierta, José Padrón no formó parte de la Nueve y tampoco hay constancia alguna de que participase en la Segunda Guerra Mundial. Su nombre no aparece ni en la lista de miembros de la Nueve publicada en el libro Banda de Cosacos de Diego Gaspar Celaya, ni en la Base de los enrolados voluntarios extranjeros entre el 1ro de septiembre de 1939 y el 25 de junio de 1940, ni en los expedientes administrativos de combatientes franceses.
Además en 2022 se publicó el libro "Miguel Campos Delgado. Héroe y mito de la Nueve" centrado en la figura de uno de los canarios de la unidad en el cual sus autores dedicaron un apartado a hablar de los otros canarios de la Nueve, desmintiendo la presencia de Padrón en la unidad.
Rechaza la invitación de José Samitier a la inauguración del Camp Nou en 1957 con una frase contundente: 

No volveré mientras esté Franco en el poder.

## Selección
José Padrón debutó con la selección española el 17 de marzo de 1929 en Sevilla ante Portugal (victoria 5 a 0). Padrón marca dos goles en ese partido. En total, jugó cinco partidos con España.

## Palmarés
Con el Real Club Deportivo Español:
- Copa del Rey: 1929
- Campeonato de Cataluña: 1929

Con el FC Sochaux:
- Liga francesa: 1938